# Stefania Spampinato
Pour les articles homonymes, voir Spampinato.
Stefania Spampinato est une actrice italienne, née le 17 juillet 1982 à Catane (Italie). 
Elle se fait connaître en jouant le Dr Carina Deluca dans la série médicale à succès Grey's Anatomy, à partir de la saison 14.
La comédienne a démarré sa carrière artistique par la danse dès sa plus tendre enfance. Elle s'est surtout illustrée dans la danse et le théâtre, sa passion lui permettant de voyager à travers le monde. Elle a notamment collaboré avec Kylie Minogue, mais aussi avec des émissions de télévision musicales, comme The Voice en Grande-Bretagne et X-Factor aux Royaume-Uni et aux Etats-Unis. Depuis 2011, elle a tenté sa chance outre-Atlantique. À la télévision, les téléspectateurs l'ont aperçue, entre autres, dans la série Satisfaction et dans le téléfilm de Disney Channel Mère et fille
Elle a également tourné et réalisé un court métrage appelé Zita sempri et a aussi diriger en tant que directeur un épisode de station 19 dans la saison 7

## Biographie

### Jeunesse et formation
Stefania Spampinato grandit dans une petite ville au pied du volcan Etna, appelé Belpasso. Elle commence à danser à l'âge de 6 ans. Sa mère l'encourage et lui fabrique ses costumes de scène pour pouvoir lui payer les frais de scolarité. Après avoir terminé ses études secondaires avec honneurs, elle déménage à Milan où elle obtient un baccalauréat en arts de la scène. 
Elle est membre de l'Open Fist Theatre (en).

### Carrière
Pendant plus de dix ans, elle se produit en tant que danseuse ainsi qu'au théâtre, ce qui lui permet de voyager à Paris, Tokyo, Shanghai, Mumbai, et Berlin. En 2011, elle s'installe à Los Angeles. Au cours de sa carrière, elle a notamment travaillé avec la chanteuse australienne Kylie Minogue mais aussi la britannique Leona Lewis ainsi que sur des émissions de télévision musicales comme The Voice et X Factor.  
En 2011, elle fait de la figuration en tant que danseuse pour un épisode de la série télévisée musicale à succès Glee. 
En 2015, elle joue dans deux épisodes de la série télévisée Satisfaction. L'année d'après, elle est rattachée à un projet d'adaptation télévisuel du film à succès Mr. et Mrs. Smith, mais le projet est finalement abandonné. Cette même-année, elle joue dans le téléfilm franco-américain, Mère et Fille : California Dream, une production Disney Channel Original Movie.  
En 2017, elle rejoint la série télévisée dramatique médicale à succès, Grey's Anatomy, afin d'y interpréter le Dr Carina Deluca, la sœur du personnage joué par Giacomo Gianniotti. Il s'agit de son premier grand rôle à la télévision après avoir participé à de nombreux courts et longs métrages indépendants ou mineurs,,.

## Filmographie

### Cinéma

#### Courts métrages
- 2014 : Kilo Valley de Mykel Shannon Jenkins : Natalia
- 2014 : A Date with Felipe de David Azer : Elena
- 2014 : The Very Scientific System d'Assaf Mor : Carolina
- 2015 : How to Have Sex on a Plane de Michael J. Gallagher et Jimmy Tatro :Agent de bord
- 2015 : Boiling Point: Risotto d'Ashley Hillis : Alex
- 2015 : Boiling Point: Skewers d'Ashley Hillis : Sam
- 2015 : Her Ring d'Alessandro Amante : Stella Foster

#### Longs métrages
- 2014 : Off the Grid de Mykel Shannon Jenkins : Sasha
- 2015 : 4Got10 de Timothy Woodward Jr. : Sarah Barns
- 2017 : The Gods de Mykel Shannon Jenkins : Sofia Fasano
- 2017 : Two Wolves de Mykel Shannon Jenkins : Sasha
- 2019 : Le Mans 66 de James Mangold : traductrice en anglais de Ferrari
- 2019 : Il giorno più bello del mondo, de Alessandro Siani[6].

### Télévision

#### Téléfilms
- 2013 : Promo Life de David Jackson : Ruba
- 2016 : Mère et Fille : California Dream de Stéphane Marelli : la journaliste

#### Séries télévisées
- 2006 : The Richard and Judy Show : Une fille italienne (1 épisode)
- 2007 : La strana coppia (it) : Stefania (1 épisode)
- 2014 : Glee : une danseuse (1 épisode, non créditée)
- 2015 : Chasing Skirts (mini-série) : fille 1 du speed dating (1 épisode)
- 2015 : Less Is More (mini-série) : Nancy (projet non retenu)
- 2015 : Satisfaction : Paola (2 épisodes)
- depuis 2017 : Grey's Anatomy : Dr Carina DeLuca
- 2020 à 2024 : Grey's Anatomy : Station 19 : Dr Carina DeLuca